# Josef Čipera

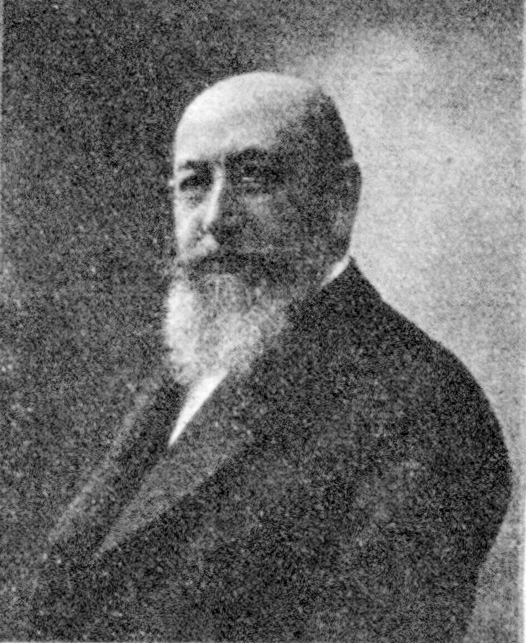
Josef Čipera (vor 1908)

Josef Čipera (* 17. März 1850 in Rakonitz; † 9. Juni 1911 in Pilsen) war ein tschechischer Politiker (Jungtschechen), Realschullehrer und Theaterintendant. Er war Abgeordneter zum Österreichischen Abgeordnetenhaus und Abgeordneter zum Böhmischen Landtag.

## Ausbildung und Beruf
Josef Čipera besuchte nach der Volksschule zwischen 1860 und 1867 die Ober-Realschule in Rakonitz, an der er 1867 die Matura ablegte. Er studierte im Anschluss drei Jahre Straßen- und Wasserbau an der tschechischen Technischen Hochschule in Prag. Gemeinsam mit seinen Freunden, dem späteren Politiker Gustav Eim und dem Rektor der Prager Universität Jaromír Hanel gab Čipera den ersten tschechischen Studentenkalender heraus.
Seine berufliche Laufbahn begann er als kurzfristig angestellter Techniker bei einer Privatfirma. Er arbeitete ab Oktober 1872 als Supplent am städtischen Realgymnasium in Pilsen und wechselte im Juni 1875 als Mathematiklehrer an die Ober- und Unterrealschule Pilsen. Nachdem er kurze Zeit als Privatlehrer in Prag gelebt hatte, wo er unter anderem die Kinder der Familie Julius Grégr unterrichtete, wurde er im Juni 1885 als Realschullehrer approbiert und wechselte danach als Supplent an das Realgymnasium nach Pilsen. Nach der Teilung dieser Schule arbeitete er ab 1889 als Professor an der tschechischen Oberrealschule. Er war zudem zwischen 1902 und 1903 als Intendant des Städtischen Theaters Pilsen aktiv. Nach seiner erneuten Wahl zum Stadtrat schied Čipera 1906 aus dem Schuldienst aus, wobei er noch 1907 zum Schulrat ernannt wurde. In der Folge widmete er sich gänzlich der Politik.

## Politik und Funktionen
Čipera wurde 1882 Mitglied der Pilsener Gemeindevertretung, wo er Vorsitzender der Statistikkommission sowie unter anderem als Mitglied der Kommissionen für Schulwesen, Technik, Wasserleitung, Gaswerk, Elektrifizierung, Verkehr und Pensionsversicherung war. Zwischen 1888 und 1903 war er als kooptierter Stadtrat aktiv, wobei er unter anderem als Referent mit dem Bau der Wasserleitung, des Stadttheaters und des Stadtmuseums betraut war. Čipera war ab 1906 als gewählter Stadtrat in Pilsen aktiv und arbeitete zudem von 1896 und 1911 als Mitglied der Bezirksvertretung. Zudem war er ab März 1905 Bezirksobmann für Pilsen, ab 1883 Mitglied des Ortsschulrates und von 1889 bis 1903 Mitglied des Bezirksschulrates. Zudem war er Ausschuss-Mitglied der Sparkasse Pilsen, Verwaltungsrats-Vorsitzender der städtischen Gasanstalt und Mitglied des Verwaltungsrates der städtischen Elektrizitätswerke.
Nach dem Mandatsverzicht des Jungtschechen František Schwarz trat Čipera am 14. Dezember 1903 bei der Ergänzungswahl für das Abgeordnetenhaus im Städte-Wahlbezirk Pilsen an und zog in der Folge in das Abgeordnetenhaus an. Auch bei der Reichsratswahl 1907 konnte er sich im Wahlbezirk Böhmen 14 mit 61,5 Prozent durchsetzen. Auch im Böhmischen Landtag trat Čipera die Nachfolge Schwarzs an, wobei er dem Landtag von 1906 bis 1911 angehörte. 

## Privates
Josef Čipera kam als Sohn des Posamentierers Vík Čipera und dessen Gattin Anežka, geborene Tvrdá, zur Welt. Er wurde römisch-katholisch getauft und heiratete 1878 seine Gattin Maria (* 1856). 1880 wurde er Vater seiner ersten Tochter Růžena, die spätere Gattin des Pilsener Bürgermeisters Matouš Mandl. In den Jahren 1881 und 1884 folgten seine Söhne Arnošt und Antonin, 1888 und 1893 kamen seine Töchter Anna bzw. Marie zur Welt. Čipera besaß ein Haus in Pilsen.

## Auszeichnungen
- Ehrenbürger von Pilsen (1907)